# Ulica Śliska w Warszawie

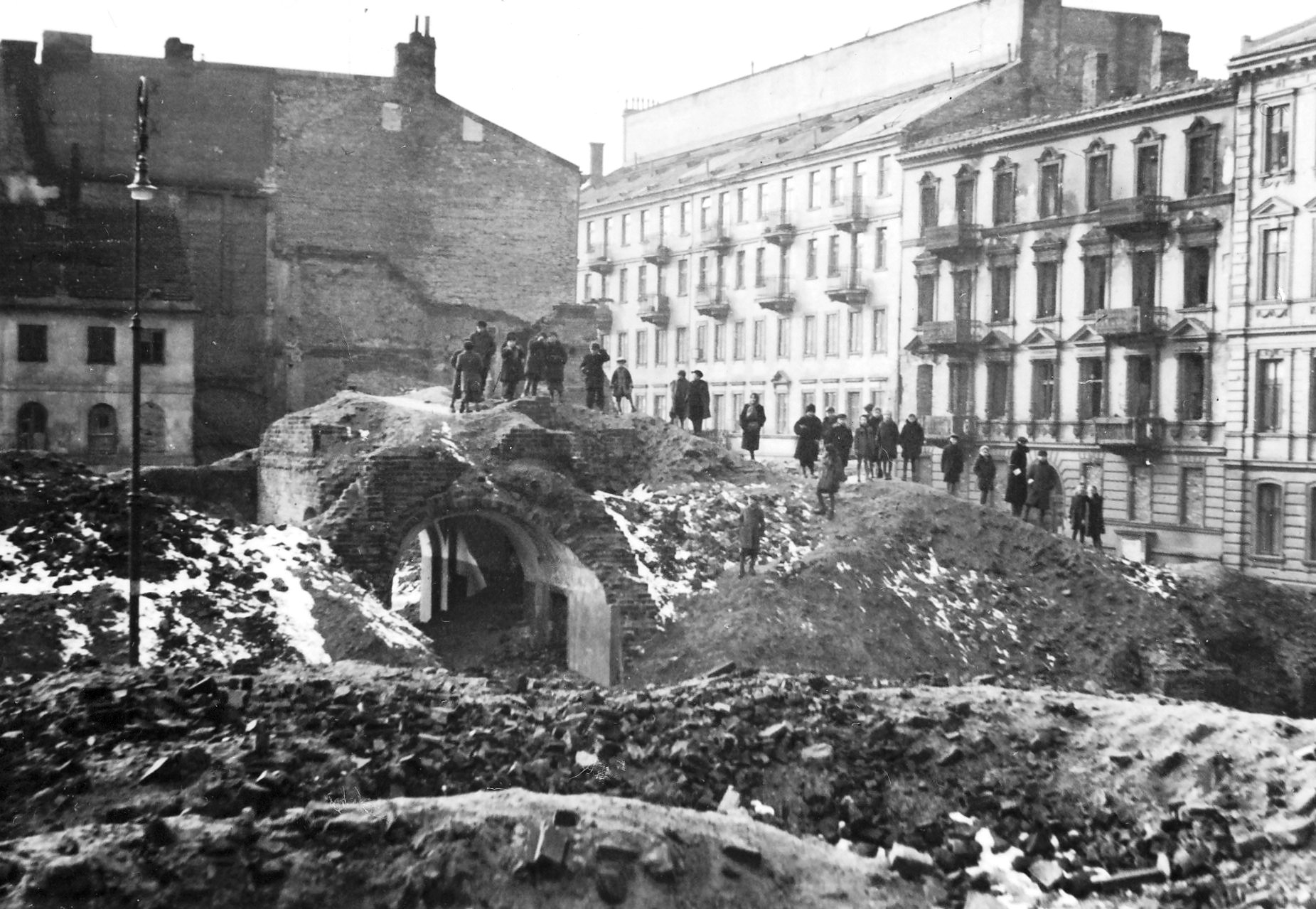
Zabudowa między ulicami Śliską (po prawej) i Sienną zniszczona w czasie obrony Warszawy we wrześniu 1939 roku

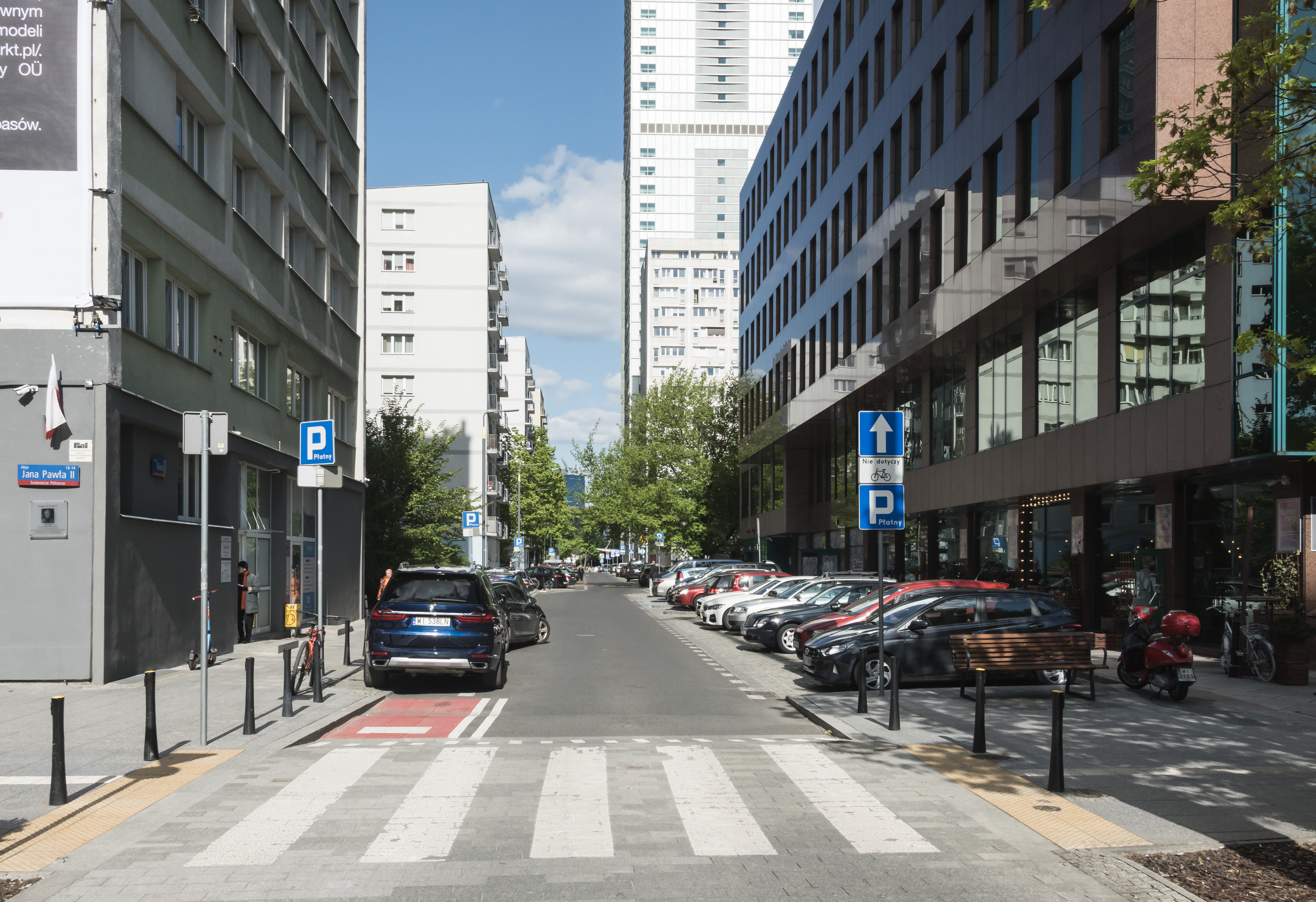
Ulica Śliska przy alei Jana Pawła II, widok w kierunku wschodnim (2023)

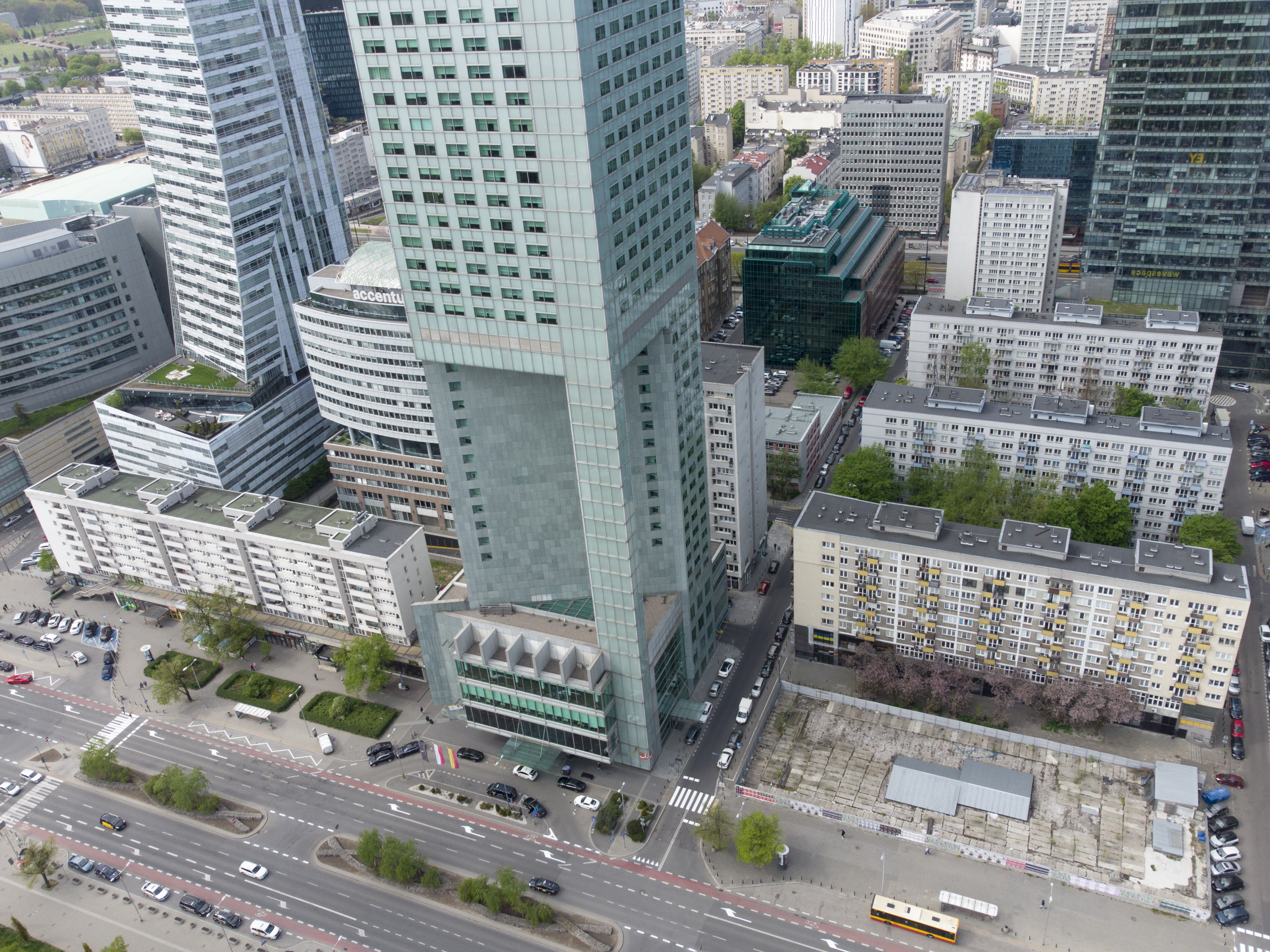
Bloki mieszkalne osiedla Emilia i hotel InterContinental Warszawa przy wlocie ulicy do ulicy Emilii Plater (2022)

Ulica Śliska – ulica w dzielnicach Wola i Śródmieście w Warszawie.

## Opis
Ulica jest dawną drogą narolną włóki Wesslów. W 1683 roku wąski pas gruntu znajdujący się przy drodze stał się własnością szarytek i wszedł w skład jurydyki Tamka-Kałęczyn.
Ulica została wytyczona ok. 1767 roku od ulicy Wielkiej na zachód w związku z parcelacją okolicznych gruntów. Nazwa Śliska, o charakterze abstrakcyjnym lub topograficznym, została nadana w 1770 roku. Do 1783 roku przy ulicy wybudowano 27 domów drewnianych, 6 murowanych, młyn, gorzelnię, browar i dwie kuźnie.
Po 1809 roku w tym rejonie miasta osiedlało się coraz więcej ludności żydowskiej. W XIX wieku w zbudowanych przy ulicy kamienicach funkcjonowało kilka żydowskich domów modlitwy. W latach 1876–1878 na działce pomiędzy ulicami Śliską i Sienną zbudowano zespół Szpitala Dziecięcego Bersohnów i Baumanów. Wzdłuż ulicy Śliskiej powstał główny budynek szpitala (nr 51). W 1886 roku do ufundowanego przez Paulinę Baumanową budynku nr 28 przeniesiono należące do Warszawskiej Gminy Starozakonnych warsztaty dla młodzieży żydowskiej, będące pierwszą żydowską szkołą zawodową w Królestwie Polskim. Po przeniesieniu w 1901 roku oddziału dla chłopców do nowego budynku przy ul. Grzybowskiej 26 przy ul. Śliskiej pozostał oddział dla dziewcząt.
W latach 1912–1914 na działce między ulicami Sienną i Śliską (pod podwójnym adresem ul. Sienna 16 i ul. Śliska 9) wzniesiono gmach Towarzystwa Wzajemnej Pomocy Pracowników Handlowych i Przemysłowych.
W okresie międzywojennym w kamienicy nr 52 mieścił się VIII komisariat Policji Państwowej.
Zabudowa ulicy ucierpiała w czasie obrony Warszawy we wrześniu 1939 roku. W listopadzie 1940 roku ulica znalazła się w warszawskim getcie. W kamienicy nr 28 Wydział Opieki Społecznej Rady Żydowskiej zorganizował schronisko dla sierot. W październiku 1941 roku, w związku wyłączeniem z getta terenu na zachód od ulicy Żelaznej, do gmachu Towarzystwa Wzajemnej Pomocy Pracowników Handlowych i Przemysłowych przeniesiono Dom Sierot. W grudniu tego samego roku w kamienicy nr 53 doszło do jednego z czterech udokumentowanych przypadków kanibalizmu w dzielnicy zamkniętej. W sierpniu 1942 roku, z powodu likwidacji w trakcie wielkiej akcji deportacyjnej tzw. małego getta, ulicę włączono do aryjskiej części miasta.
W czasie powstania warszawskiego ulica znajdowała się na terenie kontrolowanym przez Polaków. Była terenem działania głównie oddziałów ze zgrupowania „Chrobry II”; w budynku Szpitala Dziecięcego Bersohnów i Baumanów zorganizowano szpital zgrupowania. Ulicę przegrodziło pięć powstańczych barykad: przy ulicach Wielkiej, Sosnowej, Komitetowej oraz dwie na odcinku między ulicami Komitetową i Twardą. W wyniku ostrzału artylerii niemieckiej i wywoływanych przez ten ostrzał pożarów zostało zniszczonych wiele budynków.
Oddany do użytku w 1950 roku pierwszy, południowy odcinek ulicy Juliana Marchlewskiego (od 1990 roku al. Jana Pawła II) podzielił ulicę Śliską na dwa odcinki. W związku z budową Pałacu Kultury i Nauki w 1952 roku ulicę skrócono do przedłużonej na północ ulicy Emilii Plater, wyburzając zachowaną zabudowę. W 1955 roku na dawnym skrzyżowaniu z ulicą Wielką wmurowano tablicę pamiątkową z napisem Tu było skrzyżowanie ulic Wielkiej i Śliskiej.
W latach 1961–1967 przy ulicy powstały bloki mieszkalne osiedla Emilia z m.in. zespołem Szkoły Podstawowej nr 250 (tzw. szkoła tysiąclecia; obecnie przychodnia lekarska) i Domem Meblowym „Emilia”. Z przedwojennej zabudowy przy ulicy zachowały się kamienice pod numerami 52 (częściowo odtworzona po 1945 roku), 54 i 56 oraz budynki szpitala.

## Ważniejsze obiekty
- Hotel InterContinental Warszawa
- Osiedle Emilia
- Dawny Szpital Dziecięcy Bersohnów i Baumanów
- Zbór Stołeczny Kościoła Zielonoświątkowego

## Obiekty nieistniejące
- Dom Meblowy „Emilia”

## Inne informacje
W Warszawie znajduje się druga ulica o tej samej nazwie, w dzielnicy Wesoła. Jest to wynik pozostawienia bez zmian ponad 260 dublujących się nazw ulic i placów po przyłączeniu w 2002 roku Wesołej do Warszawy.